# Файзулин, Владимир Файзулович
Влади́мир Файзу́лович Файзу́лин (25 ноября 1952, Сталинград) — советский футболист, нападающий и полузащитник, советский и российский тренер. Заслуженный тренер России.

## Карьера

### Клубная
Карьеру провёл в первой и второй лигах СССР, выступая за волгоградский «Ротор», ростовский СКА, спартаковские команды из Орджоникидзе и Костромы.

### Тренерская
С середины 90-х до середины 2000-х работал на тренерских должностях в «Роторе», но в связи с финансовым кризисом в команде, ушёл из неё.
В сезоне-2007 тренировал новосибирскую «Сибирь», с которой завоевал третье место в Первом дивизионе. В течение нескольких месяцев 2010 года занимал пост главного тренера «Ротора».
В 2013—2018 годах — директор и тренер-консультант академии «Ротора».
С февраля по июнь 2018 года — главный тренер команды «Ротор-Волгоград-2».

## Достижения
Чемпион первой лиги чемпионата СССР — 1991.

Серебряный призёр чемпионата России — 1993, 1997.

Бронзовый призёр чемпионата России — 1996.